# Phloeostichus denticollis
Phloeostichus denticollis är en skalbaggsart som beskrevs av Ludwig Redtenbacher 1842. Phloeostichus denticollis ingår i släktet Phloeostichus, och familjen Phloeostichidae. Arten har ej påträffats i Sverige.

## Bildgalleri

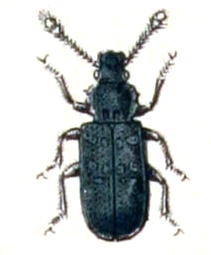